# Поліна Носихіна
Поліна Носихіна (нар. 26 грудня 2000, Київ, Україна) — українська акторка.

## Життєпис
Народилася Поліна Носихіна 26 грудня 2000 у Києві. Професійну кар’єру Носихіна почала в чотири роки зі зйомок у рекламі.
Навчалася в спеціалізованій школі з поглибленим вивченням англійської мови й паралельно відвідувала курси акторської майстерності. У 2018 році вступила до Київського національного університету театру, кіно і телебачення імені Івана Карпенка-Карого на курс Олега Замятіна.
У листопаді 2019 року на Новому каналі вийшов молодіжний трилер «Перші ластівки», у якому Носихіна зіграла ученицю 11 класу Валерію Фаркаш.

## Фільмографія
- 2016 — Запитайте у осені
- 2016 — Пробач
- 2016 — Лист Надії
- 2016 — Співачка
- 2016 — Нитки долі
- 2016 — Між коханням і ненавистю
- 2016 — 40+, або Геометрія почуттів
- 2017 — Лікар Ковальчук
- 2017 — «Друге життя Єви»
- 2017 — Балерина
- 2017 — Коли ми вдома
- 2018 — У минулого в боргу!
- 2018 — Сестри у спадок
- 2018 — Ніщо не трапляється двічі
- 2018 — Краще за всіх
- 2018 — Виноград
- 2018 — Ангеліна
- 2019 — «Сонячний листопад» — Соня
- 2019 — «Перші ластівки» — Лєра
- 2020 — «Слов'яни» — Драга

## Родина
- Поліна має сестру-двійнятко Соню;[1]
- її молодший брат Андрій Носихін також почав кар’єру моделі та актора у ранньому віці.